# Movimiento por los derechos de las personas con discapacidad

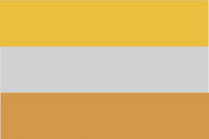
Bandera de la discapacidad. También llamada bandera de la superación.

El Movimiento de Derechos de Personas con Discapacidad tiene como objetivo mejorar la calidad de vida de las personas con discapacidad para hacer frente a las desventajas y la discriminación que encuentran en la sociedad.
Aunque los objetivos y demandas del movimiento son varias, una preocupación importante es el logro de derechos civiles de estas personas, desglosado en temas de accesibilidad en el transporte, la arquitectura y el entorno físico e igualdad de oportunidades en el empleo, educación y vivienda. Se hace necesaria una legislación efectiva con el fin de eliminar las prácticas excluyentes.
Para las personas con discapacidad la accesibilidad física y la seguridad son cuestiones básicas y este movimiento lleva años trabajando para su reforma y mejora, de hecho, el acceso a espacios públicos como calles y edificios o la presencia de baños adaptados son algunos de los cambios más visibles conseguidos en las últimas décadas. Un cambio notable en algunas partes del mundo es la instalación de ascensores, elevadores de tránsito y rampas para sillas de ruedas que permiten a personas en silla de ruedas y/o con problemas de movilidad utilizar las aceras y el transporte público con mayor facilidad y de forma más segura. Además, estas mejoras están muy bien valoradas por personas que deban empujar cochecitos de bebé, usuarios de bicicletas o viajeros con equipaje rodante.

## Historia
El Movimiento de derechos de personas con discapacidad, dirigido por personas con discapacidad comienza en los años 1970, aunque el término vida independiente ya existía desde su aparición en la legislación California de 1959 que permitía a personas que habían adquirido alguna discapacidad debido a la poliomielitis salir de los centros donde estaban ingresados y reingresar en la sociedad mediante beneficios económicos para el pago de asistencia personal que les permitiera continuar con su vida diaria.
Con sus orígenes en los movimientos de derechos civiles y de consumidores de finales de los años 1960 en EE. UU., este movimiento y su filosofía se ha extendido por los cinco continentes influyendo tanto en la autopercepción de los individuos y sus maneras de organización como en las políticas sociales de sus países.

## Activistas
- Alan Reich fundó la Organización Nacional sobre Discapacidad (NOD),[1] organización no lucrativa dedicada a incrementar los derechos y participación de los 600 millones de personas con existentes en todo el mundo.
- Kathryn McGee ha sido reconocida por fundar dos de las primeras organizaciones en beneficio de las personas con Síndrome de Down.
- Ed Roberts es conocido como el padre de los movimientos de la discapacidad. Sus esfuerzos por ingresar en la Universidad permitieron su admisión en Berkeley en 1962. Destaca también por el desarrollo del primer Centro de Vida Independiente.[2]
- Judith Heumann cofundadora del World Institute on Disability con Ed Roberts, es consejera del Grupo del Banco Mundial sobre discapacidad y desarrollo.[3]
- John Tyler fue un defensor con poliomielitis de los derechos de los discapacitados. Entre sus actos, destaca aparcar su silla de ruedas delante de los autobuses en Seattle a finales de 1970 para pedir ascensores para sillas de ruedas en el transporte público ya que los ascensores originales volcaban las sillas de ruedas. Después de su muerte por suicidio el 24 de diciembre de 1984, fue recordado en el Central Park de Seattle, con un edificio de apartamentos construido específicamente para personas en sillas de ruedas.
- Diana Braun y Conour Kathy son un par de activistas conocidos en el movimiento de la discapacidad. Diana tiene Síndrome de Down y Kathy parálisis cerebral desde su nacimiento. Durante 37 años han vivido juntos, forjando una relación simbiótica que les ha permitido vivir en forma independiente y ser miembros activos de su comunidad. Son los protagonistas del documental de Alice Elliott Body & Soul: Diana y Kathy, en 2007.[4]
- Gabriela Brimmer, poeta con parálisis cerebral. Su vida fue narrada en la película Gaby: A True Story, es fundadora de una organización de derechos de discapacidad en su México natal.

## Divulgación cultural del movimiento
El Movimiento por los Derechos de las Personas con Discapacidad ha empleado diversas estrategias de difusión cultural para la promoción y defensa de los derechos humanos y civiles de las personas con discapacidad, con el objetivo de sensibilizar a la sociedad acerca de las barreras y desafíos que enfrentan. A través de iniciativas artísticas, documentales y otros medios, la finalidad primordial del movimiento ha sido transformar percepciones, fomentar la empatía y promover la inclusión.
Producciones cinematográficas destacadas, como Yes, we fuck!, Defiant Lives: The Rise and Triumph of the Disability Rights Movement [Vidas Desafiantes], Crip Camp: A Disability Revolution [Campamento Disca], han destacado la vida independiente y activa de las personas con discapacidad, desempeñando un papel crucial en la modificación de estereotipos y en la eliminación de barreras sociales.